# 名古屋市立守山北中学校
名古屋市立守山北中学校（なごやしりつ もりやまきたちゅうがっこう）は、愛知県名古屋市守山区松坂町にある公立中学校。

## 沿革
- 1978年（昭和53年）4月1日 - 名古屋市立守山中学校分校として設立される[1]。
- 1979年（昭和54年）4月1日 - 名古屋市立守山北中学校として分離独立[1]。
- 1986年（昭和61年） - 名古屋市立小幡北小学校学区を通学区域に編入[1]。

## 通学区域
名古屋市立白沢小学校および名古屋市立小幡北小学校をその通学区域としている。